# Cynometra gillmanii
Cynometra gillmanii är en ärtväxtart som beskrevs av J.Leonard. Cynometra gillmanii ingår i släktet Cynometra, och familjen ärtväxter. IUCN kategoriserar arten globalt som akut hotad. Inga underarter finns listade i Catalogue of Life.